# Äs baron
Äs baron är en äppelsort vars ursprung är Holland. Äpplet som är medelstort har mestadels ett närmast gult skal. Köttet som är löst och saftigt har en, enligt de flesta, fin arom. Äs baron mognar i september och håller sig därefter i gott skick, under endast en kortare period. Äpplet är främst ett ätäpple. I Sverige odlas Äs baron gynnsammast i zon 1-3.